# Rupélien
Pour les articles homonymes, voir Rupel (homonymie).
Oligocène inférieur
Stratigraphie
Priabonien Chattien
Éocène
Subdivisions
- Sannoisien
- Latdorfien

Paléogéographie et climat
Le Rupélien (autrefois aussi appelé Stampien) ou Oligocène inférieur est la première des deux subdivisions de l'époque de l'Oligocène.
Il succède au Priabonien (étage supérieur de l'Éocène), s'étend de 33,9  à 28,1 millions d'années et est suivi par le Chattien.

## Étymologie et définition
Le Rupélien a été introduit en 1850 par le géologue belge André Dumont et doit son nom à la rivière Rupel, un affluent de l'Escaut.
La base du Rupélien a été définie par l'extinction de Hantkenina, un foraminifère faisant partie du plancton. 
La base du Chattien qui lui succède est constituée par les dernières apparitions de Chiloguembelina, un autre foraminifère planctonique (base de la zone de foraminifères P21b).